# Reductoderces
Reductoderces é um gênero de mariposa pertencente à família Acrolophidae.